# 白果乡 (青神县)
白果乡，是中华人民共和国四川省眉山市青神县下辖的一个乡镇级行政单位。

## 行政区划
白果乡下辖以下地区：
坛罐窑村、甘家沟村、白云村、官厅坝村、白庙村、粟子村、下瓮村、凤凰村、五嘉坝村、楼坊溪村、罗湾村、何家山村、福全坝村、胡坝村和三青寺村。